# ABIT
ABIT era un'azienda informatica, nata alla fine degli anni ottanta, produttrice di componenti per personal computer e con sede in Taiwan. Il suo principale prodotto erano le motherboard destinate ad utenti amanti dell'overclock. Nel 2005 l'azienda ha avuto seri problemi finanziari e si è unita con l'Universal Scientific Industrial Co., Ltd. (USI) per la produzione delle schede madri. Quest'ultima ha infine optato per la chiusura del brand nel corso del 2009, sancendo così la fine della fabbricazione dei prodotti a marchio Abit.
Il sito ufficiale dell'azienda è stato chiuso il 28 febbraio 2012.